# Michael C. Burda

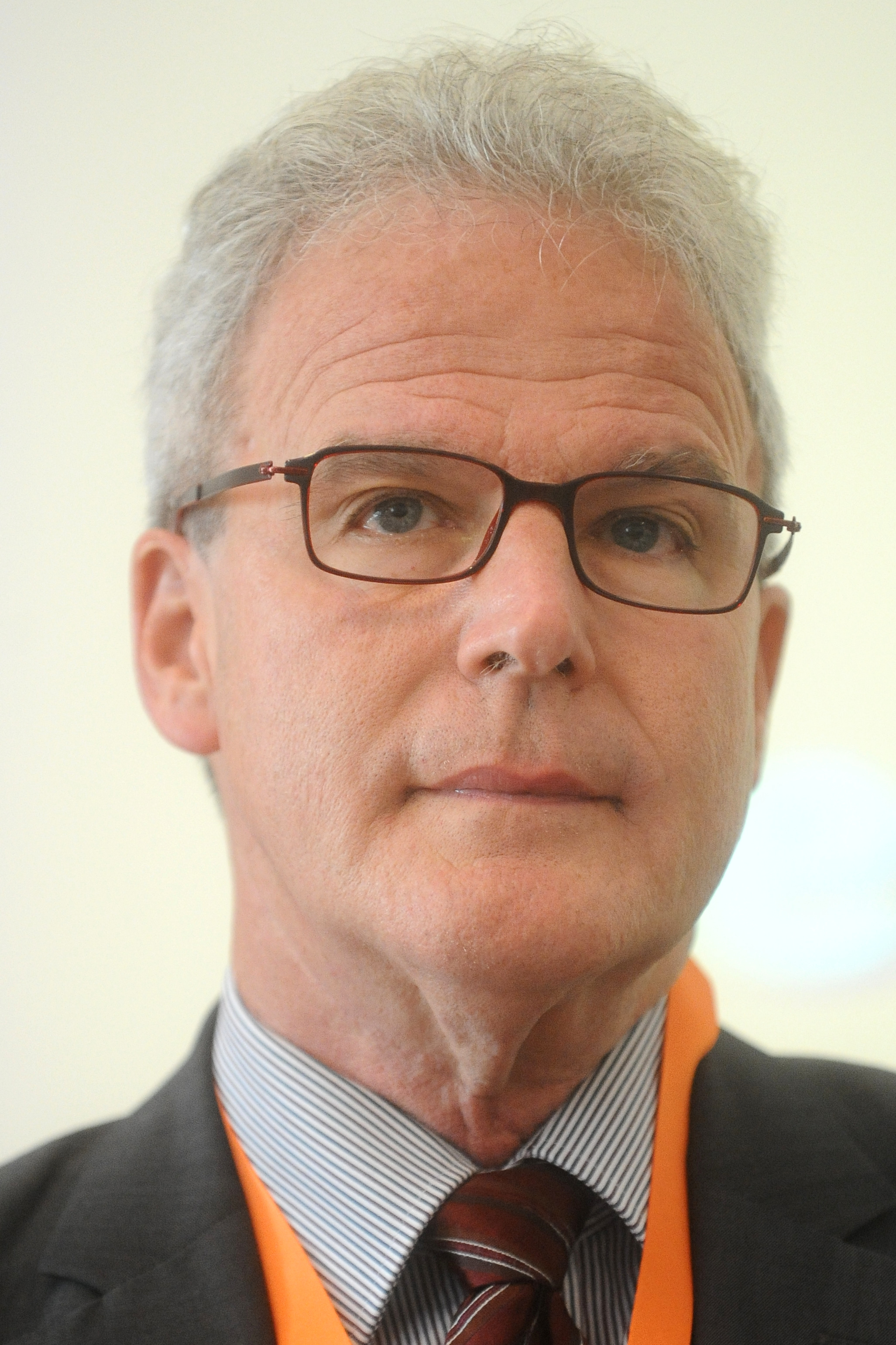
Michael C. Burda

Michael Christopher Burda (* 4. April 1959 in New Orleans) ist ein US-amerikanischer Makroökonom und Professor an der Humboldt-Universität Berlin. Zudem war Burda von 2011 bis Dezember 2014 Vorsitzender des Vereins für Socialpolitik.

## Leben
Burda studierte Ökonomie am Harvard College und in Göttingen, und  promovierte 1987 an der Harvard University. Seit 1993 ist er Direktor am Institut für Wirtschaftstheorie II und seit 2007 Visiting Professor an der European School of Management and Technology. Er lehrte in Berkeley und am INSEAD. Er ist Research Fellow des Centre for Economic Policy Research (CEPR), des Instituts zur Zukunft der Arbeit (IZA) und Fellow der European Economic Association. Seine Forschung befasst sich vorwiegend mit Themen der Makroökonomik, der Arbeitsmarktökonomik, und der europäischen Integration.
2012 veröffentlichten Michael Burda und Charles Wyplosz die 6. Auflage des weit verbreiteten Lehrbuches Macroeconomics: A European Text, Oxford University Press, welches in zwölf Sprachen, darunter Deutsch, übersetzt wurde. Burda plädiert für die Abschaffung der nationalen Notenbanken in der Eurozone.

## Preise und Auszeichnungen
- 1998: Gossen-Preis des Vereins für Socialpolitik[2]